# Hurd-Halbinsel
Die Hurd-Halbinsel ist eine Halbinsel an der Südküste der Livingston-Insel im Archipel der Südlichen Shetlandinseln. Sie trennt die westlich gelegene South Bay von der False Bay im Osten.
Das UK Antarctic Place-Names Committee benannte sie 1961 nach Thomas Hannaford Hurd (1747–1823), von 1808 bis 1823 zweiter Hydrograph der britischen Admiralität und Mitglied des Board of Longitude.